# Krzysztof Wieszczek
Krzysztof Wieszczek (ur. 29 kwietnia 1984 w Elblągu) – polski aktor filmowy i teatralny.

## Życiorys
Jest synem Barbary i Zygmunta Wieszczków.
Jest absolwentem Państwowej Wyższej Szkoły Teatralnej w Krakowie. Aktor Narodowego Teatru Starego w Krakowie. Gra również w Teatrze Narodowym w Warszawie.
W 2007 debiutował na ekranie rolą w serialu TVP2 M jak miłość. W latach 2010–2012 odgrywał główną rolę męską (Bartka Bachledy) w serialu Polsatu Szpilki na Giewoncie.
Od 6 marca do 22 maja 2015 brał udział w trzeciej emitowanej przez telewizję Polsat edycji programu Dancing with the Stars. Taniec z gwiazdami. W parze z Agnieszką Kaczorowską wygrał w finale konkursu.
Ma dwie córki.

## Filmografia
- 2007-2009: M jak miłość - Dariusz, mąż Izabelli
- 2007: Hela w opałach – seksowny drwal ze snu Heli
- 2008: Teraz albo nigdy! - kandydat (odc. 3)
- 2008: Jeszcze raz - chłopak koleżanki Katarzyny
- 2008: Agentki - Robert Wolski, ojciec Kamila (odc. 10)
- 2008: 39 i pół - sprzedawca (odc. 5)
- 2009: Samo życie - organizator festiwalu mody ślubnej
- od 2009: Na Wspólnej - Mikołaj Leśniewski
- 2010: Majka - Jacek, chłopak Lilki
- 2010: Ojciec Mateusz - Dariusz Olewicz, pełnomocnik zarządu fabryki w Ćmielowie (odc. 60)
- 2010: Barwy szczęścia - właściciel strzelnicy (odc. 433)
- 2010-2012: Szpilki na Giewoncie - Bartosz Bachleda
- 2013: Galeria - Aleksander (odc. 160-161)
- 2013: Komisarz Alex - Tomasz Gruber (odc. 45)
- 2014: Na dobre i na złe - Artur (odc. 560)
- od 2015: Przyjaciółki - Robert
- od 2016: Pierwsza miłość - Aleksander Tecław
- 2018: Miłość jest wszystkim - Tomek, przyjaciel Zbyszka